# Лебрен, Анн Шарль
Анн Шарль Лебрен (фр. Anne Charles Lebrun; 28 декабря 1775, Париж — 21 января 1859, Париж) — французский военный деятель, дивизионный генерал (1812 год), граф (1810 год), участник революционных и наполеоновских войн. Имя генерала выбито на Триумфальной арке в Париже.

## Биография
Родился в семье будущего третьего консула Франции Шарля Франсуа Лебрена.
На военную службу поступил 26 декабря 1799 года младшим лейтенантом в 5-й драгунский полк. В кампании 1800 года Лебрен состоял адъютантом при генерале Дезе и отличился в сражении при Маренго. 5 марта 1801 года стал адъютантом в штабе гвардии.
1 февраля 1804 года Лебрен был произведён в полковники и назначен командиром 3-го гусарского полка.
В 1805 году Лебрен сражался в Австрии и ему была оказана честь первым доставить в Париж сообщение о победе французов при Аустерлице. Затем Лебрен участвовал в походе в Восточную Пруссию, отличился в сражениях при Иене, Прейсиш-Эйлау и Фридланде, причём за Прейсиш-Эйлау был произведён в бригадные генералы.
В 1808 году Лебрен состоял в свите Наполеона во время поездки в Испанию. В 1809 году он вновь сражался с австрийцами и находился в генеральной битве при Ваграме.
23 февраля 1812 года Лебрен был произведён в дивизионные генералы и во время всей Русской кампании состоял при Наполеоне.
В 1813 году Лебрен был награждён Большим офицерским крестом ордена Почётного легиона и сражался с союзниками в Саксонии. 7 декабря 1813 года назначен губернатором Антверпена.
После падения Наполеона Лебрен остался на военной службе и занимал должность генерального королевского комиссара в 14-м военном округе, затем был генерал-инспектором гусарских полков. При бегстве Наполеона с острова Эльбы Лебрен перешёл на его сторону и был назначен командующим 2-м военным округом.
В период второй реставрации генерал Лебрен был уволен в отставку и возвращён на службу 30 октября 1818 года.
После смерти отца в 1824 году, Лебрен унаследовал его герцогский титул и звание пэра Франции.
В 1833 году Лебрен был награждён Большим крестом ордена Почётного легиона.
26 января 1852 года он был назначен сенатором и 26 марта 1853 года получил должность великого канцлера ордена Почётного легиона.
В 1857 году Лебрен на свои средства выпустил памятную медаль, которая была вручена всем живым на момент чеканки солдатам, служившим в армии Наполеона.
Скончался Лебрен 21 января 1859 года в Париже.
Впоследствии его имя было выбито на Триумфальной арке в Париже.

## Воинские звания
- Младший лейтенант (26 декабря 1799 года);
- Лейтенант (5 марта 1801 года);
- Капитан (17 марта 1801 года);
- Командир эскадрона (31 декабря 1801 года);
- Полковник (1 февраля 1804 года);
- Бригадный генерал (1 марта 1807 года);
- Дивизионный генерал (23 февраля 1812 года).

## Титулы

Герб герцога

- Граф Лора и Империи (фр. comte Lohra et de l'Empire; декрет от 19 марта 1808 года, патент подтверждён 15 августа 1810 года в Сен-Клу);
- 2-й герцог Пьяченца (фр. 2e duc de Plaisance; 1824 год).

## Награды
Легионер ордена Почётного легиона (11 декабря 1803 года)
 Коммандан ордена Почётного легиона (14 июня 1804 года)
 Великий офицер ордена Почётного легиона (3 ноября 1813 года)
 Большой крест ордена Почётного легиона (29 апреля 1833 года)
 Великий канцлер ордена Почётного легиона (с 26 марта 1853 года по 21 января 1859 года)
 Большой Крест ордена Воссоединения (3 апреля 1813 года)
 Военная медаль (16 апреля 1853)